# Мохаммадийе
Мохаммадийе (перс. محمدیه‎) — город на северо-западе Ирана, в провинции Казвин. Входит в состав шахрестана Эльборз. Город был образован путём слияния сельских населённых пунктов Зибашехр (перс. زیباشهر‎) и Баверс (перс. باورس‎).

## География
Город находится в центральной части провинции, на расстоянии приблизительно 15 километров к востоку-юго-востоку (ESE) от Казвина, административного центра провинции и на расстоянии 100 километров к северо-западу от Тегерана, столицы страны. Абсолютная высота — 1321 метр над уровнем моря.

## Население
По данным переписи 2006 года численность населения составляла 41 766 человек.
| 1996   | 2006   | 2013   |
| ------ | ------ | ------ |
| 27 955 | 41 766 | 53 670 |